# Казе Анцил (Удине)
Казе Анцил је насеље у Италији у округу Удине, региону Фурланија-Јулијска крајина.
Према процени из 2011. у насељу је живело 18 становника. Насеље се налази на надморској висини од 222 м.